# Steamboat Willie
Steamboat Willie (en español; Willie y el barco de vapor, El botero Willie y Barco de Vapor Willie) es un cortometraje de animación estadounidense de 1928 dirigido por Walt Disney y Ub Iwerks. Fue producido en blanco y negro por Walt Disney Studios y estrenado por Pat Powers, bajo el nombre de Celebrity Productions. La caricatura se considera el debut de Mickey y Minnie Mouse, aunque ambos personajes aparecieron varios meses antes en una proyección de prueba de Plane Crazy. Steamboat Willie fue la tercera película de Mickey producida, pero fue la primera en distribuirse, porque Disney, después de ver The Jazz Singer, se había comprometido a producir uno de los primeros dibujos animados con sonido totalmente sincronizado.
Steamboat Willie es especialmente notable por ser uno de los primeros dibujos animados con sonido sincronizado, así como uno de los primeros dibujos animados que presenta una banda sonora completamente postproducida, lo que lo distingue de los dibujos animados sonoros anteriores, como Song Car-Tunes de Inkwell Studios (1924-1926) y Dinner Time de Van Beuren Studios (1928). Disney creía que el sonido sincronizado era el futuro del cine. Steamboat Willie se convirtió en la caricatura más popular de su época y dio pie a la fama internacional de Mickey Mouse, la cual perdura hasta la actualidad.
La música de Steamboat Willie fue arreglada por Wilfred Jackson y Bert Lewis, e incluía las canciones «Steamboat Bill», una composición popularizada por el barítono Arthur Collins durante la década de 1910, y la canción popular del siglo XIX «Turkey in the straw». El título de la película puede ser una parodia de la película de Buster Keaton, Steamboat Bill Jr. (1928), en sí misma una referencia a la canción de Collins. Disney interpretó todas las voces de la película, aunque hay pocos diálogos inteligibles.
La película ha recibido grandes elogios de la crítica, no sólo por presentar uno de los personajes de dibujos animados más populares del mundo sino también por su innovación técnica. Los animadores votaron a Steamboat Willie como la decimotercera caricatura más grande de todos los tiempos en el libro de 1994 The 50 Greatest Cartoons, y en 1998, la película fue seleccionada por la Biblioteca del Congreso de los Estados Unidos para su conservación en el Registro Nacional de Cine. La caricatura entró en el dominio público en los Estados Unidos el 1 de enero de 2024.

## Argumento
Mickey está pilotando un barco de vapor, hasta que llega Pete y lo echa de la sala de controles. Antes de salir, Mickey le saca una burla con la lengua y Pete se voltea para luego patearle la parte trasera, pero este falla y se lo hace a él mismo. Mickey se tropieza en la escalera y se resbala con un jabón hasta que este se empapa el disfraz con agua y hielo, esto provoca que un loro se ría de él, pero Mickey, enfadado, le arroja el agua. Más tarde, Pete se acomoda su cuerpo para la vestimenta y luego se come un pedazo de tabaco de mascar, este tira 3 veces con un líquido que lanza por la parte central de los dientes, y en la segunda, toca la campana para luego la tercera que se la tira en la cara, dando como respuesta de Pete a estar enojado. Más tarde, el barco se acerca al muelle para meter a bordo una vaca y después parte dejando atrás a Minnie, que se queda corriendo detrás del barco hasta que Mickey consigue meterla al barco con un gancho. Una cabra que se encuentra dentro del barco se come las cosas de Minnie, incluyendo su guitarra. Los dos intentan sacarla pero no lo consiguen, aunque Mickey se percata de que pueden utilizarla de caja de música y Minnie empieza a tocarla mientras Mickey empieza a tocar cualquier cosa que produzca música. La melodía que suena es la conocida «Turkey in the straw» (una parte de la cinta es cortada por censura). Sin embargo, Pete pilla a Mickey y lo manda a pelar patatas como castigo. Un pájaro que había estado molestando a Mickey momentos antes del viaje, se ríe de él y este le lanza una patata y cae al agua desde la ventana del camarote, dando por finalizada la aventura.

### Diálogo
Mickey, Minnie y Pete actúan casi como una pantomima, con gruñidos y chirridos pero sin un diálogo inteligible. El único diálogo de la película lo habla el loro del barco. Cuando Mickey cae en un balde de agua jabonosa, el pájaro dice: «¡Espero que no te sientas herido, niño grande! ¡Ja, ja, ja, ja!» Al final del corto, el loro repite la frase y, después de caer al agua, grita: «¡Ayuda! ¡Ayuda! ¡Hombre al agua!».

## Trasfondo
Mickey Mouse fue creado como reemplazo de Oswald el conejo afortunado, un personaje de dibujos animados anterior creado por el estudio de Disney pero propiedad en ese momento de Universal Pictures. Las dos primeras películas producidas de Mickey Mouse, versiones mudas de Plane Crazy y The Gallopin' Gaucho, no habían conseguido distribuidor. Según Roy O. Disney, Walt Disney se inspiró para crear una caricatura sonora después de ver The Jazz Singer (1927). Disney creía que añadir sonido a una caricatura aumentaría enormemente su atractivo.
A pesar de ser reconocido por ello, Steamboat Willie no fue la primera caricatura con sonido sincronizado. A partir de mayo de 1924 y hasta septiembre de 1926, Inkwell Studios de Dave y Max Fleischer produjeron 19 dibujos animados sonoros, parte de la serie Song Car-Tunes, utilizando el proceso de sonido en película Phonofilm. Sin embargo, Song Car-Tunes no logró mantener el sonido completamente sincronizado, mientras que Steamboat Willie se produjo utilizando una pista de clic para mantener a sus músicos al ritmo. Tan solo un mes antes del lanzamiento de Steamboat Willie, Paul Terry lanzó Dinner Time, que también utilizó una banda sonora, pero Dinner Time no fue un éxito financiero.
En junio de 1927, el productor Pat Powers hizo una oferta de adquisición fallida de Phonofilm Corporation de Lee DeForest. Posteriormente, Powers contrató a un ex técnico de DeForest, William Garrity, para producir una versión clonada del sistema Phonofilm, que Powers denominó «Powers Cinephone». Para entonces, DeForest estaba en una posición financiera demasiado débil para presentar un desafío legal contra Powers por infracción de patente. Powers convenció a Disney de usar Cinephone para Steamboat Willie; su relación comercial duró hasta 1930, cuando Powers y Disney tuvieron una pelea por dinero, y Powers contrató al animador principal de Disney, Ub Iwerks.

## Producción

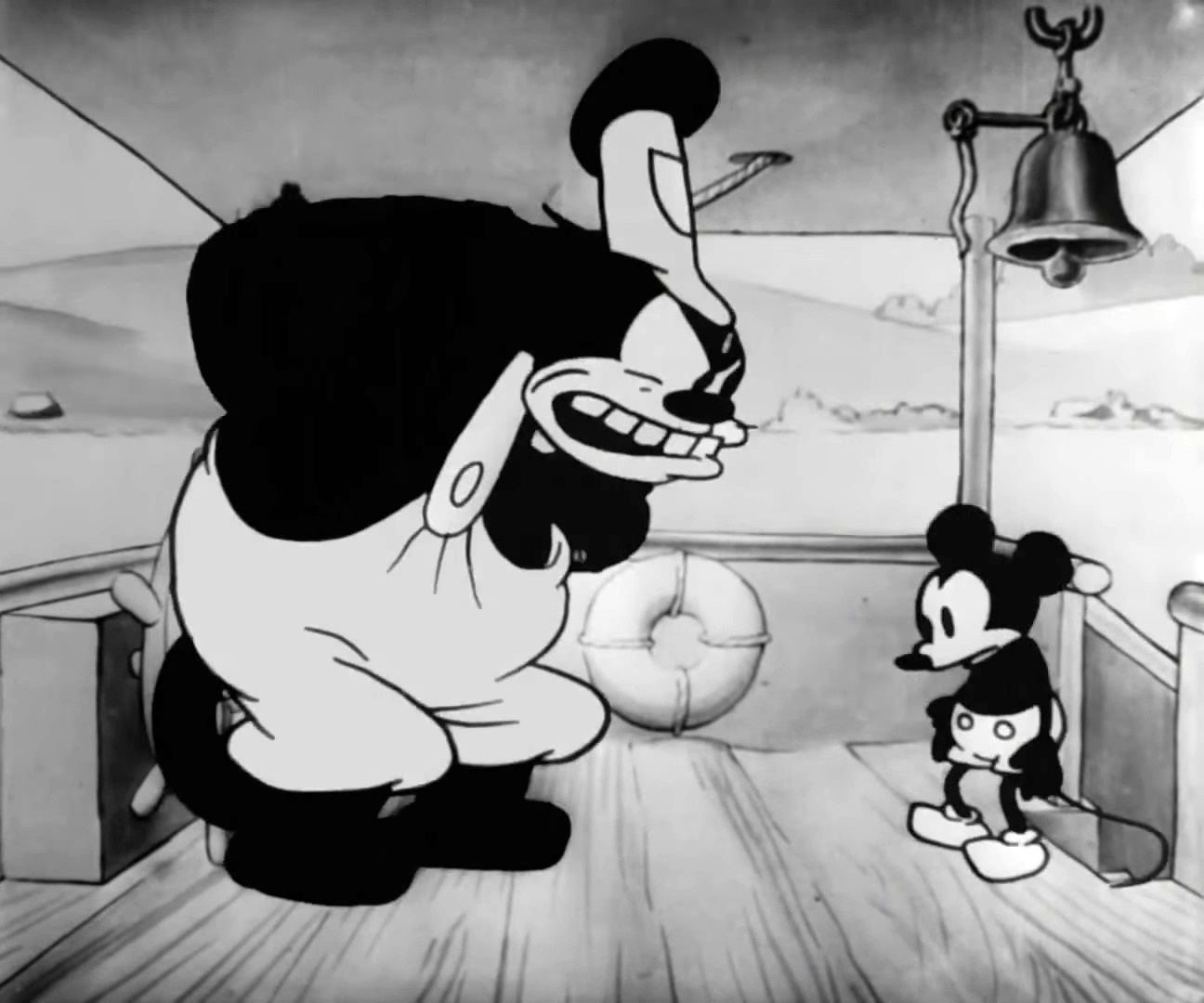
Pete (izquierda) se enfrenta a Mickey (derecha) en el puente del barco de vapor.

La producción de Steamboat Willie se llevó a cabo entre julio y septiembre de 1928, la cual según notas personales de Roy O. Disney tuvo un presupuesto de 4.986,69 dólares, incluyendo las copias para salas de cine. Inicialmente hubo algunas dudas entre los animadores de que una caricatura sonora sería lo suficientemente creíble, por lo que antes de producir una banda sonora, Disney organizó una proyección de la película ante una audiencia de prueba con sonido en vivo para acompañarla. Esta proyección tuvo lugar el 29 de julio y Steamboat Willie solo terminó parcialmente. La audiencia se sentó en una habitación contigua a la oficina de Walt. Roy colocó el proyector de películas al aire libre y la película se proyectó a través de una ventana para que el sonido del proyector no interfiriera con el sonido en vivo. Ub Iwerks instaló una sábana detrás de la pantalla de cine detrás de la cual colocó un micrófono conectado a los parlantes donde se sentaría la audiencia. El sonido en vivo se produjo desde detrás de la sábana. Wilfred Jackson tocó la música en una armónica, Ub Iwerks golpeó ollas y sartenes para el segmento de percusión, y Johnny Cannon proporcionó efectos de sonido con varios dispositivos, incluidos silbatos deslizantes y escupideras para campanas. El propio Walt proporcionó el poco diálogo que había en la película, en su mayoría gruñidos, risas y graznidos. Después de varias prácticas, estaban listos para la audiencia, que consistía en empleados de Disney y sus esposas.
La respuesta del público fue extremadamente positiva y le dio a Walt Disney la confianza para seguir adelante y completar la película. Más tarde, al recordar esta primera visión, dijo:

El efecto en nuestra pequeña audiencia fue nada menos que eléctrico. Respondieron casi instintivamente a esta unión de sonido y movimiento. Pensé que estaban bromeando. Entonces me pusieron entre el público y volvieron a ejecutar la acción. ¡Fue terrible, pero fue maravilloso! ¡Y era algo nuevo!

Iwerks dijo: «Nunca me había sentido tan emocionado en mi vida. Desde entonces, nada lo ha igualado».
Walt Disney viajó a la ciudad de Nueva York para contratar una empresa para producir el sistema de sonido. Finalmente se decidió por el sistema Cinephone de Pat Powers, creado por Powers usando una versión actualizada del sistema Phonofilm de Lee De Forest, sin darle ningún crédito a De Forest, una decisión que Powers luego lamentó. 
La música de la banda sonora final fue interpretada por Green Brothers Novelty Band y dirigida por Carl Edouarde. Joe y Lew Green de la banda también ayudaron a sincronizar la música con la película. El primer intento de sincronizar la grabación con la película, realizado el 15 de septiembre de 1928, fue un desastre. Disney tuvo que vender su roadster Moon para financiar una segunda grabación. Esto fue un éxito, con la adición de una pelota que rebota filmada para mantener el ritmo.

## Lanzamiento y recepción

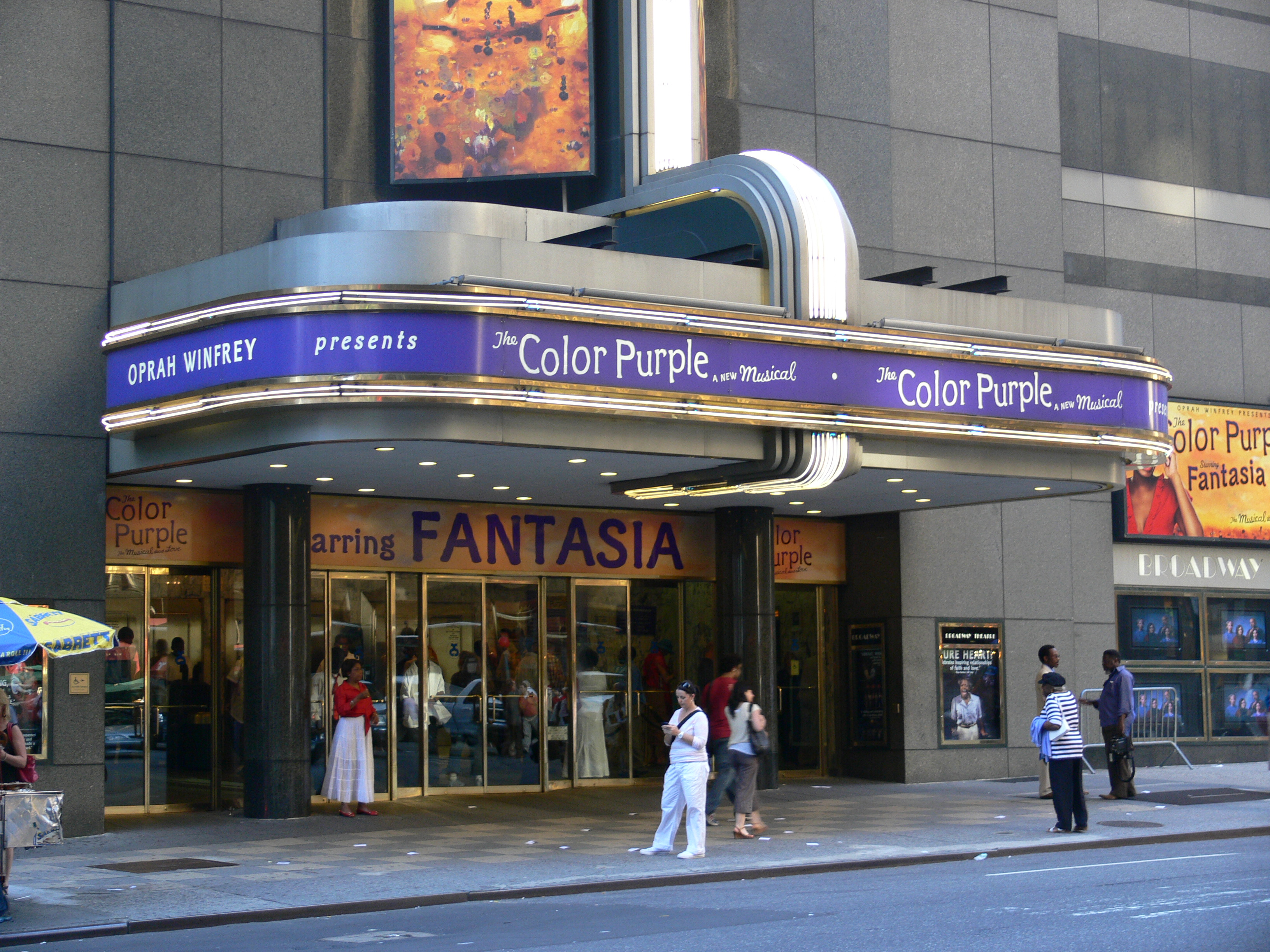
El Broadway Theatre de Nueva York, visto en 2007, donde Steamboat Willie se mostró por primera vez en 1928. El lugar se conocía como «Universal's Colony Theatre» en ese momento.

Steamboat Willie se estrenó en Universal's Colony Theatre en la ciudad de Nueva York el 18 de noviembre de 1928. La película fue distribuida por Celebrity Productions y su proyección inicial duró dos semanas. A Disney se le pagaba 500 dólares a la semana (~9.000 dólares en 2024). En su primera edición, la película se presentó cinco veces al día. Se proyectó antes del largometraje independiente Gang War. Steamboat Willie fue un éxito inmediato, mientras que Gang War se perdió y hoy está casi olvidado.
Variety (21 de noviembre de 1928) escribió:

«No es la primera caricatura animada sincronizada con efectos de sonido, pero sí la primera en atraer una atención favorable. Esta representa un alto nivel de ingenio de caricatura, inteligentemente combinado con efectos de sonido. La unión produjo risas a montones. Las risitas llegaron tan rápido en el Colony [Teatro] que tropezaban unos con otros. Es un trabajo de sincronización perfecto, brillante, ágil y encaja perfectamente en la situación. Dibujante, Walter Disney. Con la mayoría de los caricaturas animadas calificadas como un dolor en el cuello, es un tributo a esta en particular. Si la misma combinación de talento puede resultar en una serie tan buena como Steamboat Willie deberían encontrar un amplio mercado si el ángulo de intercambiabilidad no interfiere. Recomendado sin reservas para todas las casas cableadas».

The Film Daily (25 de noviembre de 1928) dijo:

«Esto es lo que tiene Steamboat Willie: primero, un tratamiento inteligente y divertido; segundo, música y efectos de sonido agregados a través del método Cinephone. El resultado es un verdadero bocado de diversión. El máximo se ha obtenido de los efectos de sonido. Digno de reservas en cualquier casa conectada para reproducir sonido en película. Por cierto, este es el primer tema grabado por Cinephone en obtener una exhibición pública y en el Colony [Teatro], Nueva York, es se muestra sobre el equipo de Western Electric».

### Honores especiales
En 1994 los miembros del campo de la animación votaron a Steamboat Willie en el puesto 13 en el libro The 50 Greatest Cartoons, que enumeraba los mejores dibujos animados de todos los tiempos. En 1998 la Biblioteca del Congreso seleccionó el corto para su conservación en el Registro Nacional de Cine de los Estados Unidos por considerarlo «cultural, histórica o estéticamente significativo». La Casa de la Moneda de Perth, Australia, lanzó una moneda de oro de 1 kg en honor a Steamboat Willie en 2015.

## Estado de los derechos de autor

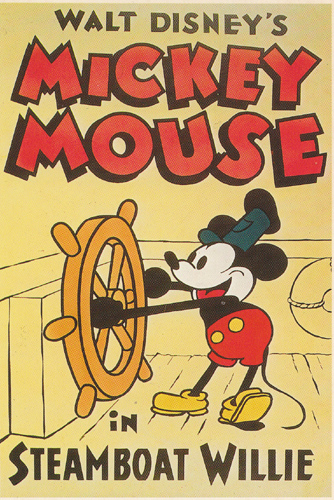
Cartel del 50 aniversario, 1978

La película ha sido el centro de una variedad de controversias con respecto a los derechos de autor. Los derechos de autor de la película han sido ampliados por una ley del Congreso de los Estados Unidos. Dado que los derechos de autor se presentaron en 1928, tres días después de su lanzamiento inicial, se han extendido durante medio siglo y, por lo tanto, han congelado el dominio público hasta su eventual regreso en 2019.
La película ha sido el centro de cierta atención con respecto a la Ley de Extensión del Plazo de Copyright de 1998 aprobada en los Estados Unidos. Steamboat Willie ha estado cerca de ingresar al dominio público en los EE. UU. varias veces. Cada vez, la protección de los derechos de autor se ha ampliado. Podría haber entrado en el dominio público en cuatro años diferentes: primero en 1955, renovado hasta 1986, luego hasta 2003 por la Ley de los Derechos de Autor de 1976, y hasta la fecha actual de 2023 por el Término de derechos de autor Ley de Extensión —también conocida peyorativamente como la «Ley de Protección de Mickey Mouse»— de 1998. Se ha afirmado que estas extensiones fueron una respuesta del Congreso a un amplio cabildeo por parte de The Walt Disney Company. Según la ley de derechos de autor actual, Steamboat Willie se encuentra al dominio público de EE. UU. desde 1 de enero de 2024; sin embargo, las iteraciones posteriores del personaje de Mickey Mouse permanecerán bajo la protección de los derechos de autor.

Extracto del corto en el que se basó el logo de la producción de Walt Disney Animation Studios de 2007. Se ha especulado que esto se hizo para ampliar la protección de la versión de 1928, bajo la ley de marcas.

En la década de 1990, el ex investigador de Disney, Gregory S. Brown, determinó que la película probablemente ya era de dominio público de EE. UU. debido a errores en la formulación original de los derechos de autor. En particular, el aviso de derechos de autor de la película original tenía dos nombres adicionales entre Disney y la declaración de derechos de autor. Por lo tanto, según las reglas de la Ley de derechos de autor de 1909, todas las reclamaciones de derechos de autor serían nulas. El profesor de la Universidad Estatal de Arizona, Dennis Karjala, sugirió que uno de sus estudiantes de la facultad de derecho considerara la afirmación de Brown como un proyecto de clase. Lauren Vanpelt aceptó el desafío y elaboró un documento en el que estaba de acuerdo con la afirmación de Brown. Publicó su proyecto en Internet en 1999. Más tarde, Disney amenazó con demandar a un estudiante de derecho de la Universidad de Georgetown que escribió un artículo confirmando las afirmaciones de Brown, alegando que publicar el artículo podría ser una calumnia de título. Sin embargo, Disney optó por no demandar tras su publicación.
A partir de 2022, varios legisladores republicanos prometieron oponerse a cualquier intento futuro de extender el plazo de los derechos de autor debido a la oposición de Disney a la Ley de Derechos de los Padres en la Educación de Florida. Los expertos legales señalaron que las versiones posteriores de Mickey Mouse creadas después de Steamboat Willie seguirán teniendo derechos de autor, y el uso por parte de Disney de la versión Steamboat Willie como logotipo en sus películas desde 2007 puede permitirles reclamar protección para la versión de 1928 bajo la ley de marcas, como marcas registradas activas. Se puede renovar a perpetuidad (siempre que el propietario acredite su uso).
No afecta el estado de la marca, el 1 de enero de 2024, el estatus del cortometraje pasó a ser de dominio público, debido a que la obra tiene más de 95 años, según la ley de derechos de autor de los Estados Unidos. En abril de 2023, John Oliver anunció su intención de utilizar la versión Steamboat Willie de Mickey como la nueva mascota para Last Week Tonight with John Oliver una vez que la caricatura entre en el dominio público en 2024 y la mascota debute.

## Censura
En la década de 1950, Disney eliminó una escena en la que Mickey tira de la cola de los cerditos, levanta a la madre y les quita las tetas de una patada, y la toca como un acordeón, ya que los distribuidores de televisión lo consideraron inapropiado. Desde entonces, la versión completa de la película se incluyó en la compilación de VHS The Spirit of Mickey y Walt Disney Treasures en DVD de 1998 «Mickey Mouse in Black and White», así como en Disney+.

## En otros medios

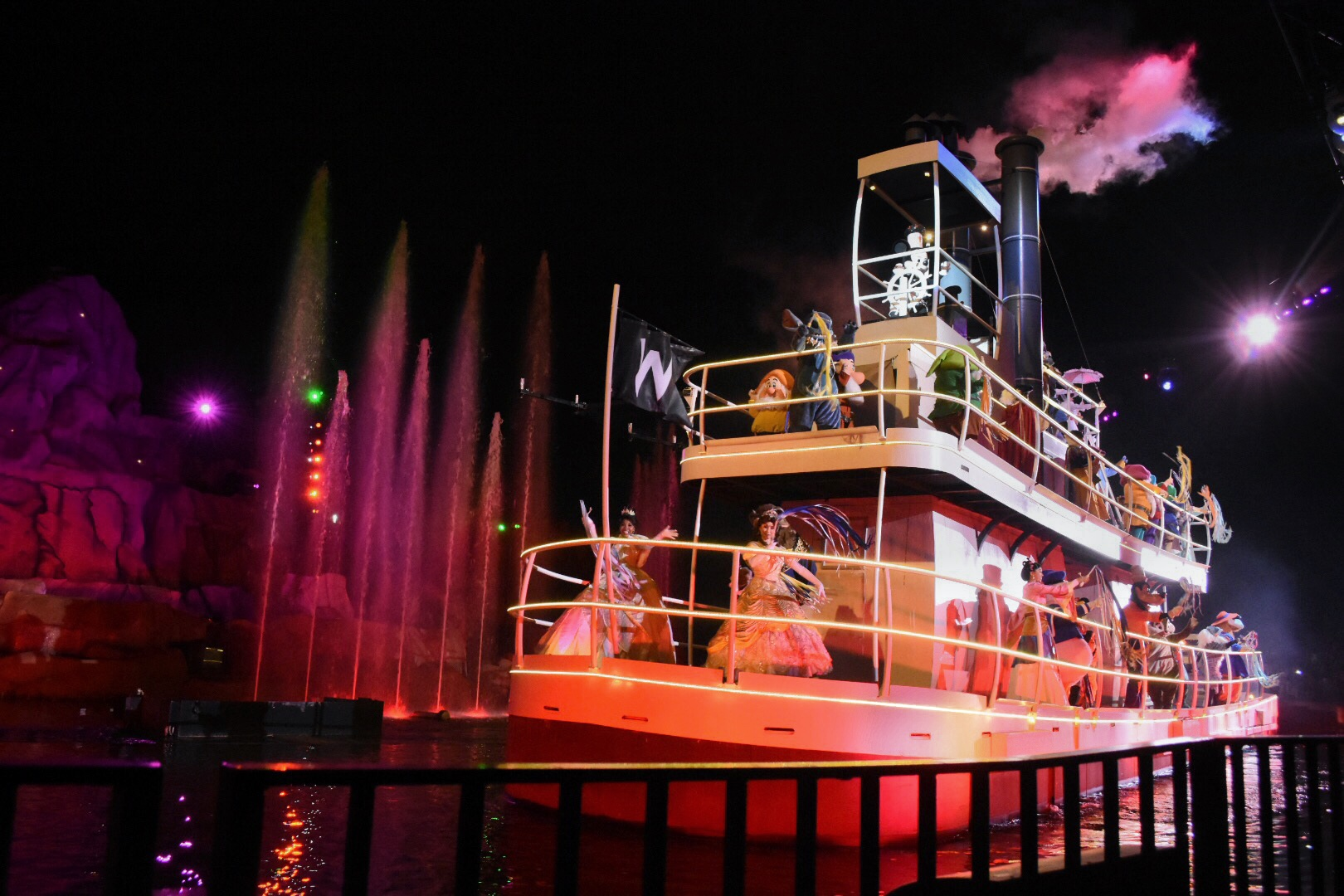
Interpretación de Steamboat Willie en Disney World.

### Televisión y cine
El episodio de la cuarta temporada de Los Simpson, «Itchy & Scratchy: The Movie», presenta una breve parodia de la escena inicial de Steamboat Willie titulada Steamboat Itchy. En la película de 1998 Saving Private Ryan, ambientada en 1944, un prisionero de guerra alemán, apodado «Steamboat Willie», intenta ganarse la simpatía de sus captores estadounidenses hablando de Mickey Mouse.
En la película de 2008 de la serie de televisión Futurama llamada The Beast with a Billion Backs la apertura es una parodia de Steamboat Willie. Como parte de su centenario, en julio de 2023, Disney lanzó un especial y final de serie de The Wonderful World of Mickey Mouse titulado Steamboat Silly que presenta varias copias de Mickey tal como aparece en este corto.

### Videojuegos
Los niveles temáticos de Steamboat Willie aparecen en los videojuegos Mickey Mania (1994), Kingdom Hearts II (2005), y Epic Mickey (2010). En Super Smash Bros. Ultimate (2018) apareció un disfraz alternativo con el tema de Steamboat Willie de Sora de Kingdom Hearts. Las versiones de Steamboat Willie de Mickey Mouse y Pete aparecen como corredores jugables en Disney Speedstorm (2023).

### Otro uso de Disney
En 1993, coincidiendo con la inauguración de Mickey's Toontown en Disneyland, se organizó una versión abreviada de la música de los dibujos animados para que apareciera en el ambiente de fondo del lugar. En 2007, un clip de Steamboat Willie de Mickey silbando comenzó a usarse para el logotipo de producción de Walt Disney Animation Studios. En 2019, Lego lanzó un Steamboat Willie oficial para conmemorar el 90 aniversario de Mickey Mouse. El silbato de la película se utilizó para emitir sonido en la atracción Mickey & Minnie's Runaway Railway, que se inauguró en Disneyland en enero de 2023.

### Medios no oficiales
Tras el hecho de que la caricatura ingresara al dominio público, el 1 de enero de 2024, varios medios no oficiales anunciaron la aparición de Mickey Mouse en el corto. Uno de esos medios fue el juego de terror de supervivencia llamado Infestation 88. El juego será un modo cooperativo episódico de 1 a 4 jugadores.
También se anunciaron varias adaptaciones cinematográficas. La primera película fue una película de terror llamada Mickey's Mouse Trap. La sinopsis de la película dice que «Es el cumpleaños número 21 de Alex, pero está atrapada en la sala de juegos en un turno de noche por lo que sus amigos deciden sorprenderla, pero un asesino enmascarado vestido como Mickey Mouse decide jugar un juego propio con ellos al que ella debe sobrevivir». La segunda película anunciada fue una película de terror sin título. La película será dirigida por Steven LaMorte, quien anteriormente trabajó en la película de parodia de terror del Grinch - The Mean One. Con respecto al estado de dominio público de la película original, LaMore dijo a Variety «esta es nuestra versión de un personaje de dominio público. Es un viaje aterrador y emocionante con corazón y humor, basado en este personaje que todo el mundo conoce». El personaje del ratón ni siquiera se llamará Mickey Mouse, sino «Steamboat Willie». Los medios compararon ambas películas con Winnie the Pooh: Miel y sangre, una película que fue posible gracias al estado de dominio público de Winnie the Pooh el año anterior.
Esta versión de Mickey también aparece en el video musical de la canción de Green Day One Eyed Bastard.

## Historial de versiones
- 1928 (julio) - Primera proyección de prueba de sonido (Silencio con sonido en vivo)
- 1928 (septiembre) - Primer intento de sincronizar la grabación en la película
- 1928 (noviembre) - Estreno en cines original con banda sonora final
- 1972 - The Mouse Factory, episodio n.º 33: «Tugboats» (TV)
- Década de 1990 - Mickey's Mouse Tracks, episodio 45 (TV)
- 1996 - Mickey's Greatest Hits
- 1997 - Ink & Paint Club, episodio n.º 2 «Mickey Landmarks» (TV)
- En curso - Main Street Cinema en Disneyland

## Formato casero
El cortometraje fue lanzado el 2 de diciembre de 2002 en Walt Disney Treasures: Mickey Mouse in Black and White y el 11 de diciembre de 2007 en Walt Disney Treasures: The Adventures of Oswald the Lucky Rabbit.
Los lanzamientos adicionales incluyen:
- 1984 - Cartoon Classics: Limited Gold Editions: Mickey (VHS)
- 1998 - The Spirit of Mickey (VHS)
- 2001 - The Hand Behind the Mouse: The Ub Iwerks Story (VHS)
- 2005 - Vintage Mickey (DVD)
- 2009 - Snow White and the Seven Dwarfs (Blu-ray)
- 2018 - Celebrating Mickey 90th-anniversary compilation (Blu-ray/DVD/Digital)[73]
  - Celebrating Mickey fue relanzado en 2021 como parte del exclusivo Disney Movie Club de EE. UU The Best of Mickey Collection junto a Fantasia y Fantasia 2000 (Blu-ray/DVD/Digital).[74]
- 2019 - Disney+[75]